# Lives
『lives』は樋口了一のミニアルバム。2004年3月6日にOYSTER RECORDSからリリースされた。

## 概要
2003年、「1/6の夢旅人2002」がヒットした樋口の新曲5曲とセルフカバー2曲を収めたミニアルバム。

## 収録曲
全作詞・作曲樋口了一
1. 桜street
歌詞に「世田谷区桜上水2丁目」と地名が出てくるが、これは樋口が当時下高井戸に住んでいたことから由来されたと思われる[要出典]。その前は茅ケ崎に住んでいたが、風景が美しすぎて音楽がいらないということに気づき曲が作れなくなったことから転居した。「1/6の夢旅人2002」も下高井戸で制作された[1]。
2. 君が好きな理由
3rdアルバム『GOGH』でタッグを組んだ森俊之がアレンジを担当。
3. 朝花
後に石川さゆりに楽曲提供された。奄美地方の朝花節に着想を得たという。よくライブで演奏される。
4. Let's talk about love
5. エレンディラ
セルフカバー。3rdアルバム『GOGH』に収録したバージョンとは異なり、弾き語りスタイルでの演奏となっている。『ゴールデン☆ベスト』にもギターバージョンとして収録されている[2]。
6. Please be my love
『ゴールデン☆ベスト』にremixバージョンが収録されている[2]。 サビに繰り返される「君と○○たい」という印象的な歌詞は佐藤宏之の漫画「気分はグルービー」に出てくるリタ・クーリッジの「A Part Of Your Life」の訳詞「あなたの○○」という繰り返される歌詞に影響を受けたと語っている。[3]
7. 1/6の夢旅人2002 ～Saicorne ver./featuring 大泉洋～
大泉洋がコーラスで参加している。